# Free
Free je bila engleska rock grupa, osnovana u Londonu 1968., najpoznatija po njihovoj hit pjesmi "All right now".